# Liste der denkmalgeschützten Objekte in Michelbach (Niederösterreich)
Die Liste der denkmalgeschützten Objekte in Michelbach enthält die denkmalgeschützten, unbeweglichen Objekte der Gemeinde Michelbach.

## Denkmäler
| Foto |                 | Denkmal | Standort                                                 | Beschreibung | Metadaten |
| ---- | --------------- | --- | -------------------------------------------------------- | --- | --- |
| ja   | Datei hochladen | Pfarrhof HERIS-ID: 32591 Objekt-ID: 29708                                                                    | Michelbach Markt 12 Standort KG: Michelbach Markt        | Der Michelbacher Pfarrhof, nordwestlich der Kirche an der Kirchhofmauer stehend, ist ein zweigeschoßiger Bau mit Walmdach, erbaut 1708. | BDA-Hist.: Q37948788 Status: § 2a Stand der BDA-Liste: 2025-06-30 Name: Pfarrhof GstNr.: .16/1 Pfarrhof Michelbach, Lower Austria                                                                                  |
| ja   | Datei hochladen | Kath. Pfarrkirche hl. Michael mit Kriegerdenkmal und Friedhof mit Wehrmauer HERIS-ID: 32590 Objekt-ID: 29707 | neben Michelbach Markt 13 Standort KG: Michelbach Markt  | Schlichte, im Kern romanische Chorquadratkirche mit vorgestelltem Ostturm; Erweiterungen des 14. Jahrhunderts und des Barock. Steht am westlichen Ortsrand inmitten des von einer teilweise mittelalterlichen Wehrmauer umgebenen ehemaligen Friedhofs. | BDA-Hist.: Q37948777 Status: § 2a Stand der BDA-Liste: 2025-06-30 Name: Kath. Pfarrkirche hl. Michael mit Kriegerdenkmal und Friedhof mit Wehrmauer GstNr.: .14 Pfarrkirche hl. Michael, Michelbach, Lower Austria |
| ja   | Datei hochladen | Friedhofskapelle HERIS-ID: 32589 Objekt-ID: 29706                                                            | Michelbach Markt 30, neben Standort KG: Michelbach Markt | Die Kapelle mit geschweiftem Giebel befindet sich im 1907 westlich des Ortes angelegten Friedhof. | BDA-Hist.: Q37948768 Status: § 2a Stand der BDA-Liste: 2025-06-30 Name: Friedhofskapelle GstNr.: 229/3 |